# Medusa cabellera de lleó
La medusa cabellera de lleó (Cyanea capillata) o crinera de lleó és una espècie de medusa de la classe Scyphozoa i de la família Cyaneidae. És la medusa més gran que existeix, i igualment és l'animal més llarg del qual es té coneixement: supera fins i tot el rorqual blau.
Viu mar endins, en les profunditats de la zona abissal, i normalment es troba en les aigües àrtiques.
L'exemplar més llarg conegut mai d'aquest tipus de medusa tenia una campana (cos) d'un diàmetre de 2,3 m, i tentacles que feien 36,5 metres de longitud, i va ser trobat encallat a les costes de Massachusetts el 1870.